# Ле-Гаст
Ле-Гаст, Ле-Ґаст (фр. Le Gast) — колишній муніципалітет у Франції, у регіоні Нормандія, департамент Кальвадос. Населення — 223 осіб (2011).
Муніципалітет був розташований на відстані близько 260 км на захід від Парижа, 70 км на південний захід від Кана.

## Історія
До 2015 року муніципалітет перебував у складі регіону Нижня Нормандія. Від 1 січня 2016 року належав до нового об'єднаного регіону Нормандія.
1 січня 2017 року Ле-Гаст, Шам-дю-Бу, Курсон, Фонтенермон, Ле-Меній-Бенуа, Ле-Меній-Коссуа, Меній-Кленшам, Сен-Манв'є-Бокаж, Сен-Севе-Кальвадо i Сет-Фрер було об'єднано в новий муніципалітет Ну-де-Сьєнн.

## Демографія
Динаміка населення (EHESS і Insee ):
Розподіл населення за віком та статтю (2006):
| Стать | Всього | До 15 років | 15-24 | 25-44 | 45-64 | 65-85 | Понад 85 |
| --- | ------ | ----------- | ----- | ----- | ----- | ----- | -------- |
| Чоловіки | 120    | 16          | 4     | 28    | 36    | 36    | 0        |
| Жінки | 128    | 20          | 16    | 12    | 36    | 44    | 0        |
| \| Статево-вікова піраміда \| Статево-вікова піраміда \| Статево-вікова піраміда \| \| ----------------------- \| ----------------------- \| ----------------------- \| \| Чоловіки \| Вік \| Жінки \| \| 0 \| 85 + \| 0 \| \| 8 \| 80-84 \| 12 \| \| 4 \| 75-79 \| 12 \| \| 20 \| 70-74 \| 4 \| \| 4 \| 65-69 \| 16 \| \| 12 \| 60-64 \| 0 \| \| 8 \| 55-59 \| 20 \| \| 12 \| 50-54 \| 8 \| \| 4 \| 45-49 \| 8 \| \| 12 \| 40-44 \| 8 \| \| 12 \| 35-39 \| 0 \| \| 0 \| 30-34 \| 4 \| \| 4 \| 25-29 \| 0 \| \| 4 \| 20-24 \| 8 \| \| 0 \| 15-20 \| 8 \| \| 8 \| 10-14 \| 8 \| \| 0 \| 5-9 \| 4 \| \| 8 \| 0-4 \| 8 \| |        |             |       |       |       |       |          |
| Статево-вікова піраміда |        |             |       |       |       |       |          |
| Чоловіки | Вік    | Жінки       |       |       |       |       |          |
| 0 | 85 +   | 0           |       |       |       |       |          |
| 8 | 80-84  | 12          |       |       |       |       |          |
| 4 | 75-79  | 12          |       |       |       |       |          |
| 20 | 70-74  | 4           |       |       |       |       |          |
| 4 | 65-69  | 16          |       |       |       |       |          |
| 12 | 60-64  | 0           |       |       |       |       |          |
| 8 | 55-59  | 20          |       |       |       |       |          |
| 12 | 50-54  | 8           |       |       |       |       |          |
| 4 | 45-49  | 8           |       |       |       |       |          |
| 12 | 40-44  | 8           |       |       |       |       |          |
| 12 | 35-39  | 0           |       |       |       |       |          |
| 0 | 30-34  | 4           |       |       |       |       |          |
| 4 | 25-29  | 0           |       |       |       |       |          |
| 4 | 20-24  | 8           |       |       |       |       |          |
| 0 | 15-20  | 8           |       |       |       |       |          |
| 8 | 10-14  | 8           |       |       |       |       |          |
| 0 | 5-9    | 4           |       |       |       |       |          |
| 8 | 0-4    | 8           |       |       |       |       |          |

## Економіка
2010 року серед 124 осіб працездатного віку (15—64 років) 82 були активними, 42 — неактивними (показник активності 66,1%, у 1999 році було 59,3%). З 82 активних мешканців працювали 74 особи (46 чоловіків та 28 жінок), безробітними було 8 (2 чоловіки та 6 жінок). Серед 42 неактивних 9 осіб було учнями чи студентами, 19 — пенсіонерами, 14 були неактивними з інших причин.

У 2010 році в муніципалітеті числилось 98 оподаткованих домогосподарств, у яких проживали 215,0 особи, медіана доходів виносила 12 467 євро на одного особоспоживача